# Rolf Björk
Pour les articles homonymes, voir Björk (homonymie).
Rolf Björk, dit Mr TIA, né le 2 mai 1946 et mort le 28 février 1991 à Helsingborg ville où il vécut, à l'âge de 44 ans, était un pilote de course suédois à bord de camions.

## Biographie

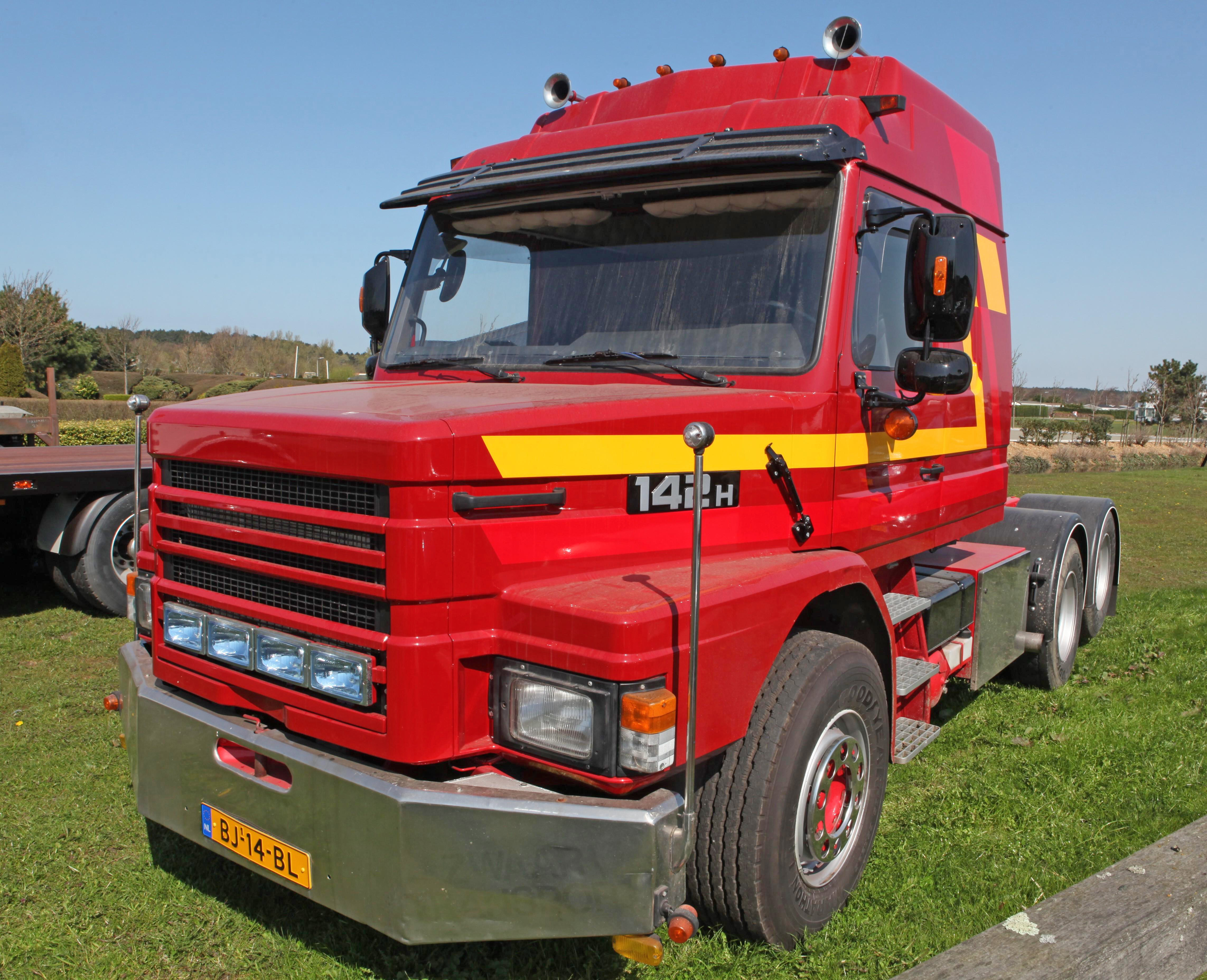
Un Scania 142 H de série.

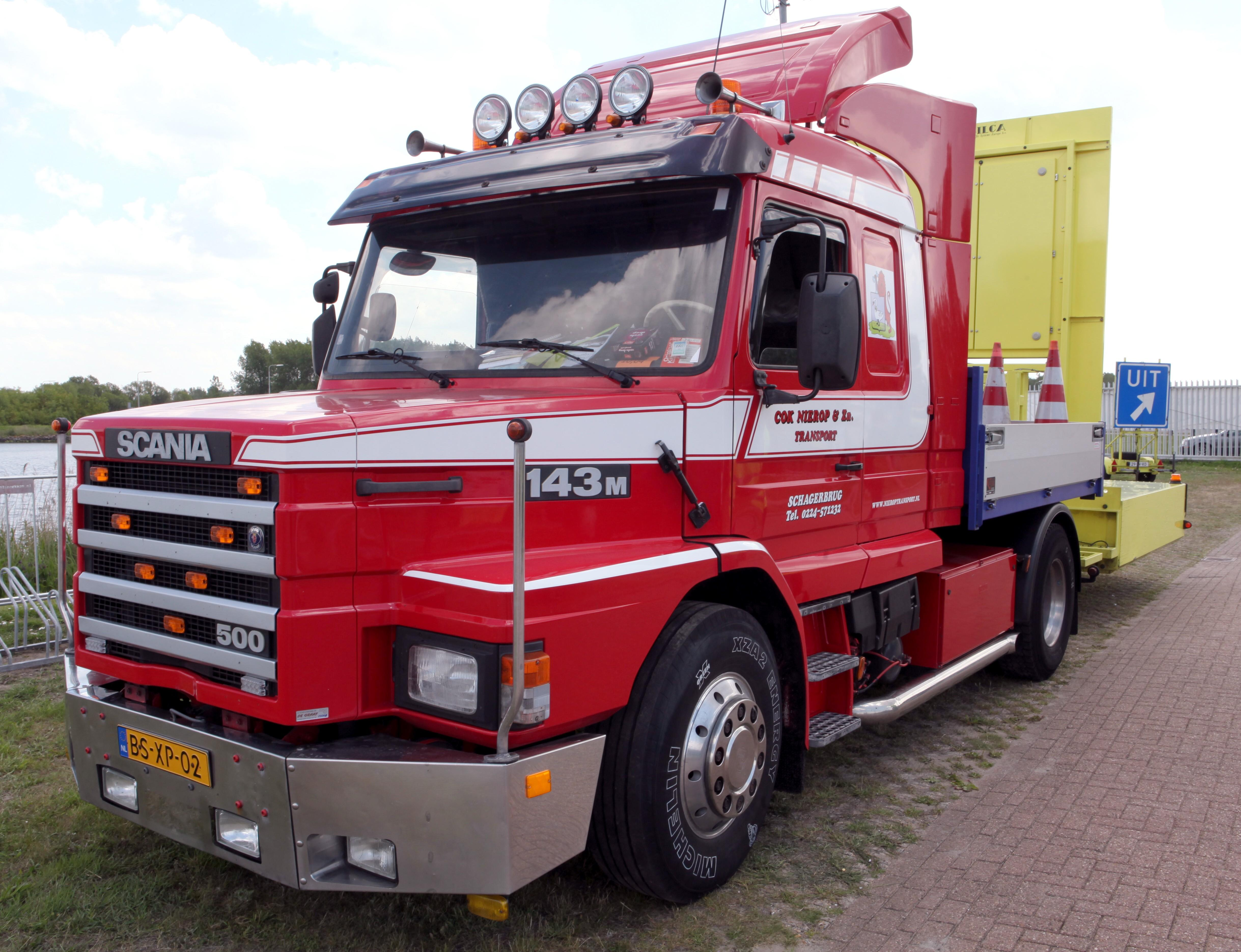
Un Scania 143 M de série.

Il est membre-fondateur et Président de la TIA (Truckers International Association) en 1978, association de chauffeurs de poids-lourd qui arrive à regrouper plusieurs milliers de membres au milieu des années 1980 en Scandinavie.
Il crée sa propre entreprise de transporteur routier en 1980, qu'il démarre avec un Scania LS 140.
Il se lance dans des compétitions nationales et continentales de la spécialité dès 1985 sur un Scania T 142 H du team Nynas, devenant réellement professionnel en 1987.
Il exerce aussi parfois quelques activités de cascadeur, dans des films et des courts-métrages publicitaires, notamment pour la marque Scania.

## Palmarès
- Champion d'Europe de courses de camions Classe C, en 1988 avec un Scania T 143 M[3] ;
- vice-champion d'Europe de courses de camions Classe C, en 1986 sur Scania ;
- 3e du championnat d'Europe de courses de camions (ETRC) Classe C, en 1985 sur Scania (1re édition de l'ETRC).